# Masal Bugduv
Masal Bugduv là một cầu thủ bóng đá Moldova hư cấu, từng là chủ đề của một trò lừa bịp. Anh được tạo ra bởi nhà báo người Ireland Declan Varley như một thử nghiệm xã hội.

## Lịch sử
Với câu chuyện hậu trường bịa đặt mô tả một cầu thủ thần đồng tuổi teen xuất hiện trong các bài đăng blog do nhiều người khác nhau tạo ra, những thông tin về Masal Bugduv cuối cùng đã được xuất bản trong một bài báo của The Times với tiêu đề "50 ngôi sao đang lên hàng đầu của bóng đá" ("Football's top 50 rising stars"), trong đó liệt kê anh ở thứ hạng số 30, viết "30. Masal Bugduv (FC Olimpia Bălţi): Tiền vệ 16 tuổi xuất sắc nhất Moldova sắp chuyển đến Arsenal khi nhận được lời mời. Anh cũng được nhiều câu lạc bộ hàng đầu khác chiêu mộ". Bài báo sau đó cũng được đăng tải lại trên When Saturday Comes và Goal.com. Có được các phương tiện truyền thông uy tín xác thực thông tin, những người tạo ra trò lừa bịp đã viết bài nói về chủ thể trên Wikipedia và giả mạo các báo cáo của Associated Press. Bài viết đó thậm chí còn tồn tại trên Wikipedia trong suốt 5 tháng từ tháng 7 năm 2008 đến tháng 1 năm 2009.
Tờ The Times sau đó đã gỡ bỏ Masal khỏi danh sách của bài và đưa ra một lời giải thích rõ ràng. Goal.com cũng đăng bài xin lỗi vì đã đề cập đến Masal Bugduv, nói rằng các thông tin về người này đều đến từ "một báo cáo giả mạo Associated Press".
Masal Bugduv nghe qua thì rất giống với cách phát âm trong tiếng Ireland của M'asal Beag Dubh (My Little Black Donkey), câu chuyện ngụ ngôn của nhà văn nổi tiếng người Ireland Pádraic Ó Conaire, kể về người bán hàng không trung thực muốn bán một con lừa lười biếng của mình với giá cao. John Burns của The Sunday Times đã cho rằng câu chuyện trên thực sự là nguồn cảm hứng cho toàn bộ trò chơi khăm này, bao gồm cả một tờ báo Moldova giả mạo có tên Diario Mo Thon (Nhật ký của tôi), tạo nên sự châm biếm về thị trường chuyển nhượng bóng đá.
Brian Phillips, blogger của trang web Runofplay.com, đã đi sâu vào phân tích trò lừa bịp trong một bài báo đăng trên Slate, đồng thời đưa ra email chứng thực về "lời giải thích dài dòng được cho là của kẻ lừa đảo về quá trình tạo ra Bugduv".
Vào năm 2017, nhà báo người Ireland Declan Varley đã ra mặt, tiết lộ rằng ông chính là người tạo ra Bugduv như một "thử nghiệm xã hội" do cảm thấy thất vọng vì phải sàng lọc vô số tin tức suy đoán về các cuộc chuyển nhượng bóng đá.